# Michael König (Fußballspieler)
Michael König (* 8. März 1974) ist ein ehemaliger deutscher Fußballspieler.

## Karriere
Über die Jugendstationen BSC 19 Frankfurt und Eintracht Frankfurt kam Michael König zu Rot-Weiss Frankfurt, mit dem er sich 1994 für die neu eingeführte drittklassige Regionalliga qualifizierte. Nachdem der Mittelfeldspieler dort als Stammspieler gewirkt hatte, wechselte er zurück zur SG Eintracht. 1996/97 kam er zu zwei Bundesligaspielen, ansonsten spielte er ausschließlich für die Amateure, die 1996 in die Oberliga Hessen abgestiegen waren. 1997 schloss er sich dem in die Regionalliga aufgestiegenen SV Wehen an, den er 2002 Richtung FSV Frankfurt (Oberliga) verließ.
Anschließend spielte er noch bei den Sportfreunden Seligenstadt. 2008 beendete er zunächst seine aktive Karriere und war nur noch für die AH-Mannschaft von SF Seligenstadt aktiv. Ende 2009 wurde er kurzzeitig für die erste Mannschaft reaktiviert. Dort erzielte er ein wichtiges Tor in einem Relegationsspiel zur Hessenliga. Der Aufstieg wurde aber letztendlich nicht erreicht.

### Statistik
| Liga          | Spiele (Tore) |
| ------------- | ------------- |
| 2. Bundesliga | 002 0(0)      |
| Regionalliga  | 159 (23)      |
| Wettbewerb    |               |
| DFB-Pokal     | 001 0(0)      |